# Ohmdenia
Ohmdenia is een geslacht van uitgestorven straalvinnige beenvissen die leefden tijdens het Toarcien van het Vroeg-Jura. 

## Naamgeving
De typesoort Ohmdenia multidentata werd in 1953 benoemd door Bernhard Hauff jr., op basis van een fossiel gevonden in de bekende Posidoniaschalie in Holzmaden, Duitsland. De geslachtsnaam verwijst naar Ohmden. De soortaanduiding betekent 'de veeltandige'.

## Beschrijving
Ohmdenia is uitsluitend bekend van een onvolledig fossiel, holotype GPIT 1017/1, dat echter voldoende compleet is om het uiterlijk (althans gedeeltelijk) te reconstrueren. Ohmdenia was een grote vis van minstens tweeëneenhalve meter lang. Ohmdenia was daarmee een van de grootste beenvissen van het Vroeg-Jura, alleen overtroffen door gigantische chondrosteïden zoals Strongylosteus en Gyrosteus. Het lichaam moest relatief slank zijn geweest, met een symmetrische en slanke staart. De schedel was lang en kort en had kaken die waren uitgerust met talrijke tanden, klein, tamelijk robuust, naar achteren gericht en geplaatst in een zone die zich uitstrekte langs de bovenrand van de onderkaak. De combinatie van een lang en slank lichaam en een lage en langwerpige schedel is uniek bij de aan Ohmdenia verwante vissen (de pachicormiformen).

## Fylogenie
Lange tijd werd dit dier beschouwd als een naaste verwant van Birgeria, een groot roofdier dat typisch was voor het Trias met een onzekere systematische positie. Verdere studies hebben overeenkomsten aangetoond met de Pachycormiformes, een groep die dicht bij de oorsprong van de Teleostei ligt en ook gigantische vormen en planktoneters omvat (bijvoorbeeld Leedsichthys). Sommige studies hebben Ohmdenia ten onrechte aangeduid als een synoniem van Saurostomus, andere studies hebben Ohmdenia in plaats daarvan geplaatst als een belangrijke evolutionaire overgang tussen de basale Pachicormiformes en de meer afgeleide planktivore Pachicormiformes.

## Paleobiologie
De lange muil van Ohmdenia, samen met de eigenaardige tanden, impliceert een speciaal voedingspatroon voor dit dier. Gewoonlijk hebben de pachicormiformen dunne, naaldachtige tanden of grote hoektanden, of zijn ze volledig verstoken van tanden. Ohmdenia aan de andere kant, bezat talrijke kleine naar achteren gerichte tanden; dit type gebit wordt vaak geassocieerd met roofdieren die zich voeden met het zachte lichaam van koppotigen. Zelfs de kaken lijken minder robuust dan die van de andere pachicormiformen. De aanwezigheid van twee fossielen van belemnieten in het gebied van de buik van Ohmdenia bevestigt dat hij een roofdier van weekdieren was.